# 1956年メルボルンオリンピックの南アフリカ選手団
1956年メルボルンオリンピックの南アフリカ選手団（1956ねんメルボルンオリンピックのみなみアフリカせんしゅだん）は、1956年11月22日から12月8日にかけてオーストラリアのメルボルンで開催された1956年メルボルンオリンピックの南アフリカ選手団、およびその競技結果。

## 概要
今大会は銅メダル4個、合計4個のメダルを獲得した。

## メダル
| メダル | 選手名                   | 競技   | 種目                      |
| ------ | ------------------------ | ------ | ------------------------- |
| 銅     | アルフレッド・スウィフト | 自転車 | 男子1000mタイムトライアル |